# Phyllanthus macgregorii
Phyllanthus macgregorii là một loài thực vật có hoa trong họ Diệp hạ châu. Loài này được C.B.Rob. miêu tả khoa học đầu tiên năm 1911.